# Welcome to Sajjanpur
Welcome to Sajjanpur – komedia w języku hindi wyreżyserowana w 2008 roku przez sławnego indyjskiego reżysera filmów artystycznych Shyam Benegala (Nishaant, Junoon). W rolach głównych - Shreyas Talpade i Amrita Rao. Reżyser skupiony na dramatach ostatni raz zrealizował komedię w 1975 (Charandas Chor).
Tematem tego filmu jest historia młodego mężczyzny, który w małym miasteczku trudni się pisaniem listów w imieniu niepiśmiennych mieszkańców. W komiczno-dramatycznej formie w filmie tym odbijają się takie problemy jak wygrywanie antagonizmów hindusko-muzułmańskich podczas wyborów, przemoc w polityce, los wdowy, problem rozdzielenia rodzin, których żywiciel latami zarabia w wielkim mieście, przesądy obyczajowe. W filmie pojawia się też postać hidźry. Relacje w Sajjanpur widziane są oczyma zakochanego w zamężnej kobiecie narratora opowieści.

## Fabuła
Mahadev (Shreyas Talpade) ukończywszy college w Pune powraca do swojej rodzinnej wioski Sajjanpur. Wkrótce okazuje się, ze jedyną pracą, w której może wykorzystać swoje wykształcenie jest pisanie listów dla niepiśmiennych mieszkańców wioski. Mahadev potrafi tak ubrać w słowa potrzeby swoich klientów, że serce pracującego w wielki mieście syna mięknie i ten gotów jest wysłać matce pieniądze na remont zagrożonego monsunem dachu. Mahadev w swej pracy spotyka się z różnymi prośbami. Ktoś chce by rozesłał 100 razy listowy łańcuszek, którego przerwania się obawia. Matka (Ila Arun) zamawia u kapłana odczynianie uroku urodzonej jako wcześniak córki. Lokalny polityk groźbą zmusza go do napisania donosu na kandydującego na posła muzułmanina. Miejscowy hidźra poprzez niego zgłasza swoją kandydaturę na posła. Przyjaciel Ramkumar (Ravi Kishan) prosi go o listy miłosne do owdowiałej jako dziecko Shobharani (Rajeshwari Sachdev). Najbardziej jednak Mahadeva poruszają listy Kamli (Amrita Rao), którą pamięta jeszcze z dzieciństwa jako dziewczynkę, która pocałowała go w policzek. Kamla od 4 lat daremnie czeka na przyjazd męża Banshi (Kunal Kapoor).Pisząc listy do jej męża Mahadev skrycie marzy o miłości Kamli...

## Obsada
- Shreyas Talpade as Mahadev Kushwaha
- Amrita Rao ... Kamla Kumharan
- Ravi Kishan ... Ram Kumar
- Divya Dutta ... Vindhya
- Rajeshwari Sachdev ... Shobha Rani
- Ila Arun ... Ramsakhi Pannawali
- Kunal Kapoor ... Banshi
- Rajit Kapur ... poborca podatków
- Lalit Mohan Tiwari ... Subedar Singh
- Yashpal Sharma ... Ramsingh
- Ravi Jhankal ... Munnibai Mukhanni
- Dayashankar Pandey ... Chidamiram Naga Sapera
- Sri Vallabh Vyas ... Ramavtar Tyagi(Masterji)

## Muzyka i piosenki
Muzyka i piosenki Shantanu Moitra.
- Sitaram Sitaram - KK
- Ek Meetha Marz De Ke - Madhushree, Mohit Chauhan
- Bheeni Bheeni Mehki Mehki - KK, Shreya Ghoshal
- Dildara Dildara - Sunidhi Chauhan, Sonu Nigam
- Aadmi Azaad Hai Desh - Kailash Kher
- Munni Ki Baari - Ajay Jhingran
- Sitaram Sitaram (Remix) – KK